# Jauernick (Markersdorf)
Jauernick ist ein ehemaliger Ortsteil von Jauernick-Buschbach im sächsischen Landkreis Görlitz bei Görlitz und gehört heute zur Gemeinde Markersdorf.

## Geographie
Jauernick ist ein Gassengruppendorf und liegt in ca. 329 Metern Höhe zwischen dem Schwarzen Berg (394 m) und dem Kreuzberg (356,7 m). Das Kataster umfasst eine Gelängeflur von 604 Hektar.

## Geschichte
In Jauernick stand vermutlich 967 die erste Kirche der Oberlausitz (nach Johannes Oelerus, 1573 bis 1625 Pfarrer in Jauernick).
Die Ersterwähnung des Ortes „Jawornich“ erfolgte 1241 in der Oberlausitzer Grenzurkunde; der Name leitet sich wie bei Jauer vom sorbischen Wort jawor für Spitzahorn ab. Ein Jahr später wurde die Jauernicker Kirche erstmals urkundlich erwähnt. Diese wurde 1429 in den Hussitenkriegen zerstört und 1443 wiederaufgebaut.
Wie einige andere Orte in der Umgebung, die zum Grundbesitz des Klosters St. Marienthal gehörten, blieb Jauernick auch nach der Reformation im 16. Jahrhundert ausschließlich katholisch.
Im Dreißigjährigen Krieg wurde Jauernick 1639 stark zerstört und geplündert.
1719 erfolgte die Errichtung eines Holzkreuzes auf dem Burgberg (heute: Kreuzberg). Von dort aus hat man bei schönem Wetter einen herrlichen Ausblick auf das Iser- und Riesengebirge sowie ins Zittauer Gebirge.
1861 wurde das St. Wenzeslaus-Stift als Kinderheim gegründet.
1936 wurde mit Buschbach (bis 1936 Niecha) zusammen der Ort Jauernick-Buschbach neu gebildet. Am 1. Januar 1994 wurde Jauernick-Buschbach dann in die Gemeinde Markersdorf eingemeindet.

### Entwicklung der Einwohnerzahl
| Jahr | Einwohnerzahl                             |
| ---- | ----------------------------------------- |
| 1777 | 15 besessene Mann, 14 Gärtner, 13 Häusler |
| 1825 | 311                                       |
| 1871 | 439                                       |
| 1885 | 425                                       |
| 1905 | 325                                       |
| 1925 | 391                                       |

## Veranstaltungen
Alljährlich findet zu Himmelfahrt der „Jauernicker Heiratsmarkt“ statt.